# Bánpatak
Bánpatak (románul: Banpotoc) falu Romániában, Erdélyben, Hunyad megyében.

## Fekvése
Piskitől 9 km-re északra, a Maros jobb partján, az Erdélyi-érchegység lábánál fekszik.

## Története
Először 1362-ben Banpotaka, majd 1492-ben Banpathaka, 1733-ban Banya-Patak, 1850-ben Bánpatak néven említették.
Valószínűleg kezdettől román lakosságú falu. Lakói a travertin mészkő bányászatával, mészégetéssel és tutajozással foglalkoztak.
1870-ben kezdték meg az édesvízi mészkő ipari kitermelését a Komara hegyen. A századfordulón évi négy-ötezer köbméter követ bányásztak belőle. Constantin Brâncuși több művét is bánpataki kőből készítette.

## Népessége
- 1850-ben 613 lakosából 599 volt román, 8 cigány és 6 magyar nemzetiségű; 607 ortodox és 6 református vallású.
- 2002-ben 513 lakosából 507 volt román és 5 magyar nemzetiségű; 417 ortodox, 62 evangéliumi keresztény és 27 pünkösdista vallású.

## Látnivalók
- A falu és Vormága között sziklaszoros.
- Patakjának mesterséges vízesése.
- Ásványvízforrás, amely vastag mésztufaréteget rakott le.